# 絵地図

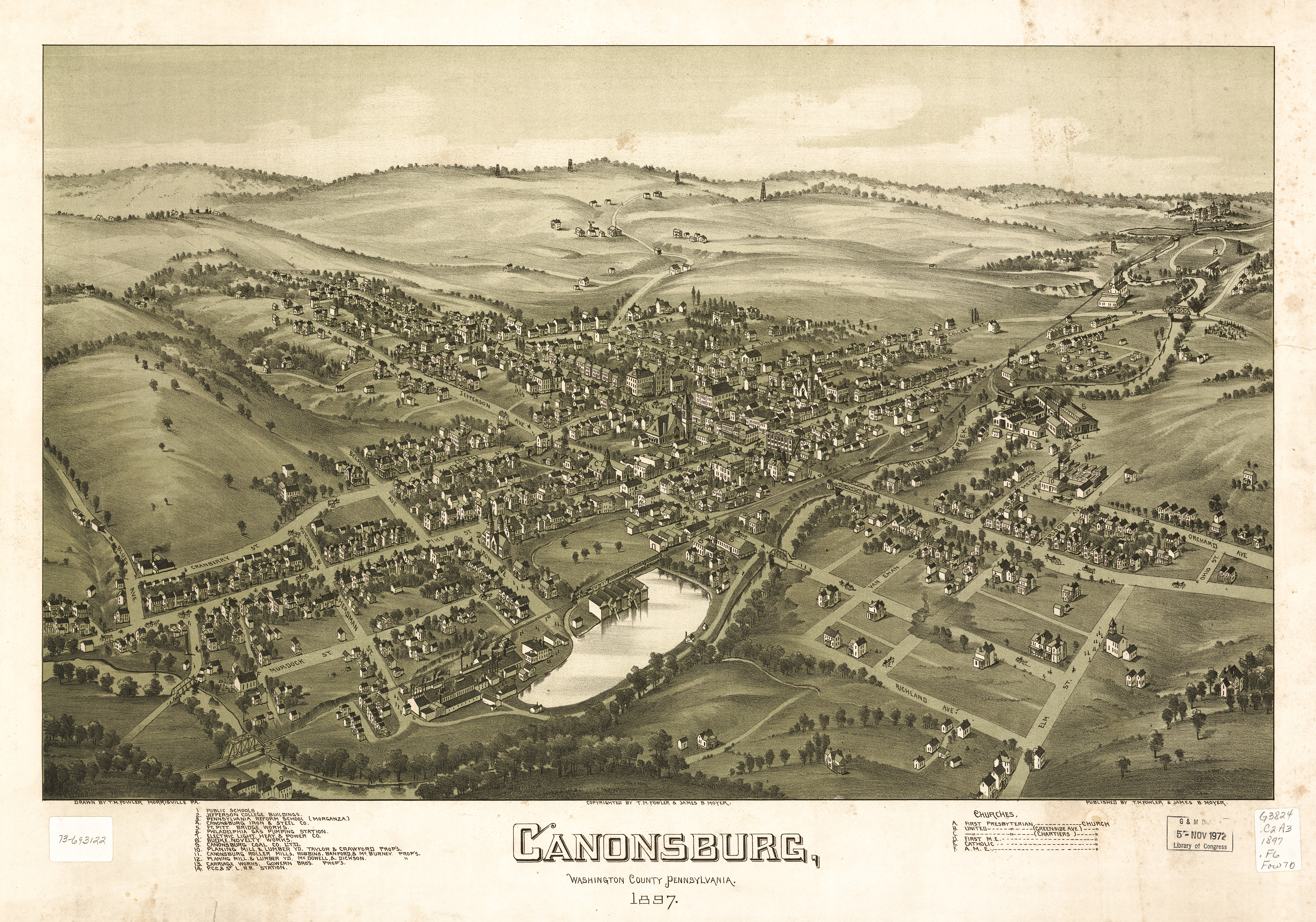
1897年ペンシルベニア州キャノンズバーグの絵地図（タデウス・モーティマー・ファウラーとジェームズ・B・モイヤー（James B. Moyer）による）

絵地図（えちず）は絵入り地図、パノラマ地図、透視図、鳥瞰図、ジオピクトリアルマップなどとも呼ばれ、ある地域を技術的なスタイルよりもむしろ芸術的なスタイルで描いたものである。地図記号などを使用せずに、イラスト（絵）などによって描いた地図のことである。イラストが主体の場合、詳細な位置関係を表すのは困難であるため、基本的に絵地図は位置関係を大まかに表すためのものである。そのため、通常の地図のように精密なものではなく、道路地図、地図帳、地形図とは対照的な地図の一種である。

## 絵地図の特徴
イラストにより和やかさやほのぼのとした雰囲気を出す絵地図は観光地などでも見られ、洗練された3D透視図法の風景であることもあれば、建物や人、動物のイラストで彩られたシンプルな地図グラフィックであることもある。歴史的な出来事、伝説的な人物、地元の農産物など、あらゆる種類の多様なトピックを取り上げることができ、大陸全体から大学のキャンパスまで、あらゆるものをカバーすることができる。専門のアーティストやイラストレーターによって描かれた絵地図は、何世紀にもわたる豊かな伝統があり、レストランのランチョンマットに描かれた漫画の地図から、美術館の貴重なアートプリントまで、多様なアートフォームを持つ。
絵地図は通常、ある地域を斜め上から見たように描かれている。街路のパターン、個々の建物、主要な景観の特徴を遠近法で示すため、一般に縮尺通りに描かれることはない。通常の地図が距離の正確な描写に重点を置いているのに対し、絵画地図はランドマークを強調し、見る人に親しみやすい認識を与えるため、しばしば異なる縮尺を複雑に絡めて一つの画像に取り入れる。オブジェクトとスタイルに重点を置いたこれらの地図は、子供のような風刺画から壮大な風景グラフィックまで、芸術的な光景をカバーしており、優れたものは魅力的で情報量が多く、非常に正確である。制作に数千時間を要するものもある。
なお、かつて日本では地図全般をさして「絵図」と呼んでいたが、「絵図」と「絵地図」は異なるものとされている。

## 絵地図の歴史と伝統

パリの絵地図（クレス・ヤンシュ・ヴィッシャー作）。

絵地図の歴史は、一般的な地図製作の歴史と重なる部分が多く、古代の遺物は、絵地図が記録された歴史が始まった頃から存在していたことを示唆している。
ヨーロッパ中世の地図製作では、宗教的・歴史的な思想だけでなく、絵画的なアイコンが正確な地理的比率の影を落としていた。その典型的な例がTとOの地図で、エルサレムを中心に、知られている3つの大陸を十字架の形で表していた。詳細な鳥瞰図的都市景観を描くより精密な技術は、ヨーロッパのルネサンス期に花開いた。ヴェネツィアのような新興の貿易センターが繁栄し始めると、地元の支配者は、見本市を組織し、増加する商人の流れを導くのに役立つように、街の概観を絵で表現するよう芸術家に依頼した。印刷が普及すると、絵地図は最も初期の広告形態へと発展した。
その後、大航海時代になると、地図は航海の必要性から次第に正確さを増し、貿易風の方向を示す帆船や、森や山を表す小さな木や塚、もちろん海の生き物やエキゾチックな原住民など、多くのスケッチや絵がちりばめられるようになった。地理的な正確さが要求されるようになるにつれ、これらの図版は次第に地図から国境へと姿を変え、やがて近代的な科学的地図製作の影響を受けて完全に姿を消した。

## 近世・近代の絵地図

セントルイスの田園地帯と工業地帯を描いた 19 世紀の絵地図プレート。

### 米国
地図製作が発展するにつれ、絵画芸術は独自の道を歩み、19世紀には鉄道の発達とともに人気を取り戻した。1825年から1875年にかけて、都市のパノラマ地図の制作と収集は、ある種のマニアックなものにまで高まった。アメリカだけでも何千ものパノラマ地図が作られた。アメリカの代表的なパノラマ地図作家は、ハーマン・ブロシウス、カミーユ・N・ドリー、タデウス・モーティマー・ファウラー、ポール・ジロー、オーガスタス・コッホ、D・D・モース、ヘンリー・ウェルジ、A・L・ウェストヤードである。これらの版画の膨大なコレクションは米国議会図書館によって管理されており、より美しいものの多くは今日に至るまで再版され、販売され続けている。

### 日本

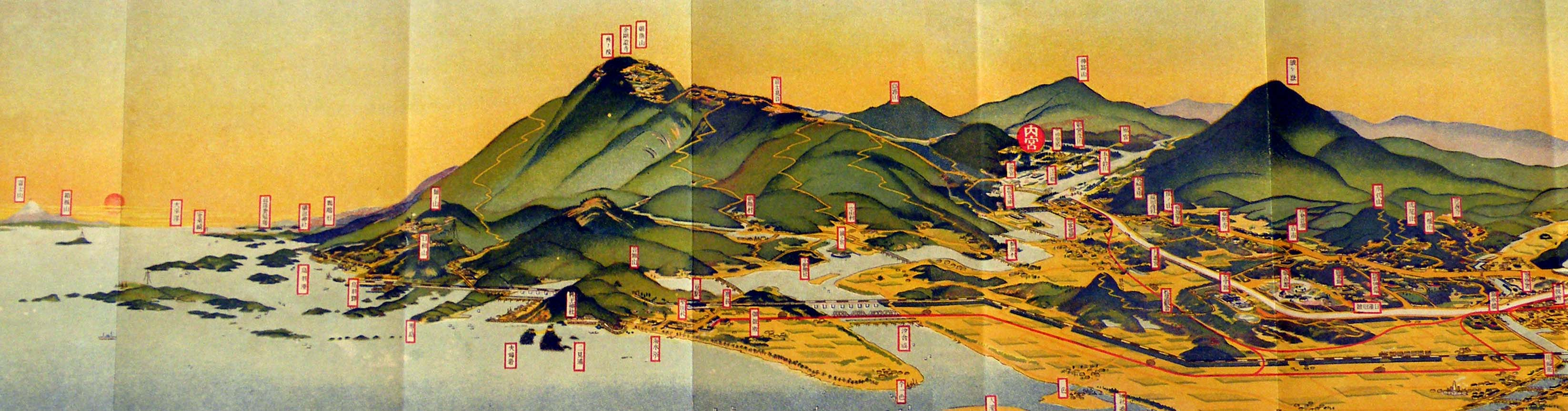
吉田初三郎作『伊勢名所図絵』（1919年、部分）

江戸時代では、江戸図、道中絵図、国絵図、分間絵図、名所図会など多くの絵地図が現れたが代表的なものとして、「五海道其外分間見取延絵図」「東海道分間絵図」「東海道五十三駅勝景」がある。

## 現代の絵地図

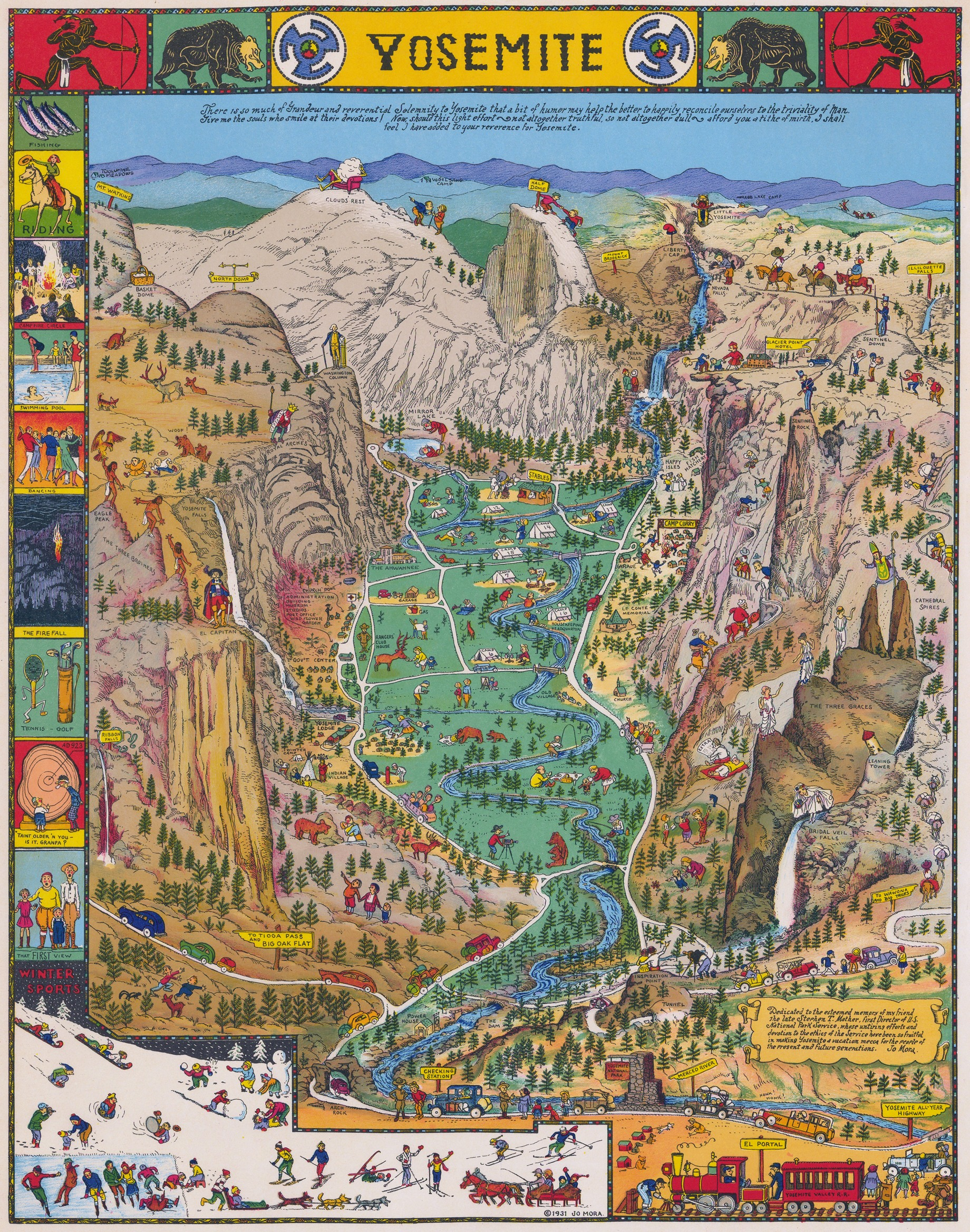
『ヨセミテ』（Jo Mora作、 1931年）。

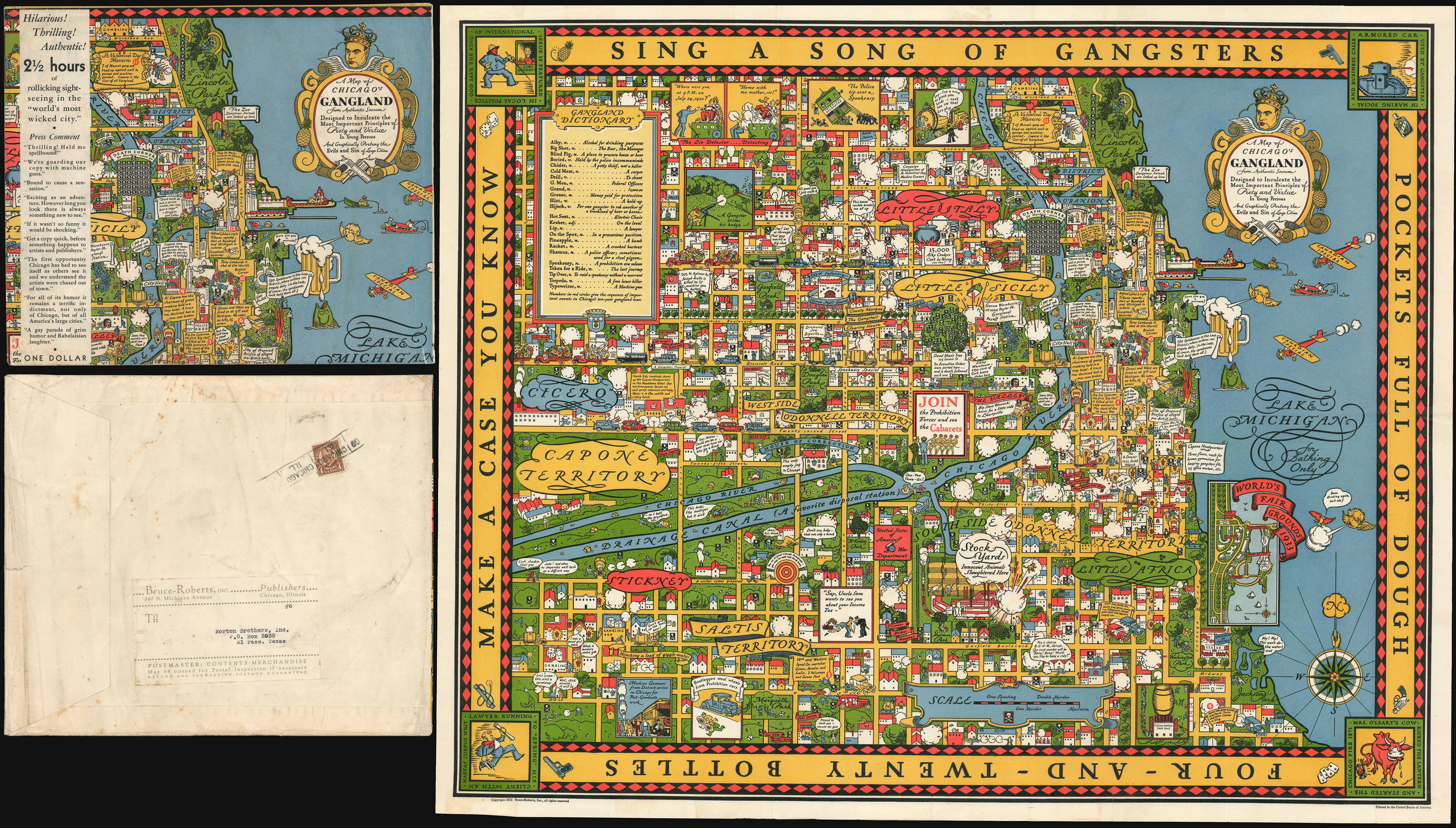
『ギャングランド・シカゴ』（ブルース・ロバーツ作、1931年）。

観光業の発展とともに、1920年代から1950年代にかけて、絵画的な地図製作が大衆文化の芸術形態として再び登場し、多くの場合、その時代を反映した気まぐれなアール・デコ様式が用いられた。これらの地図の多くは、商業団体（銀行、石油会社など）の依頼によるもので、多くの場合、作者（多くは建築会社で働く製図技師）の名前は記されていない。絵入り地図の初期の例の一つは、ドイツの芸術雑誌『ダス・プラカット』に掲載されたものである。これらは、パウル・ハドルが1870年に、またヴァルター・トリアーが1870年に制作したヨーロッパの政治漫画地図の複製であった。この時代の地図で今日最もよく知られているものには、C.V.ファローの1926年のマンハッタン地図や、ジョウ・モーラの西部地図がある。
もう一つの復活は1970年代と80年代に起こった。アーチャールやデカルトといった会社が、主にアメリカやカナダの都市のカラフルな宣伝用地図を何百枚も制作した全盛期である。これらの「キャラクター・マップ」には、地元企業のロゴが誇らしげに建物に埋め込まれ、お世辞抜きで描かれていた。

## 近代から現代までの絵地図製作者

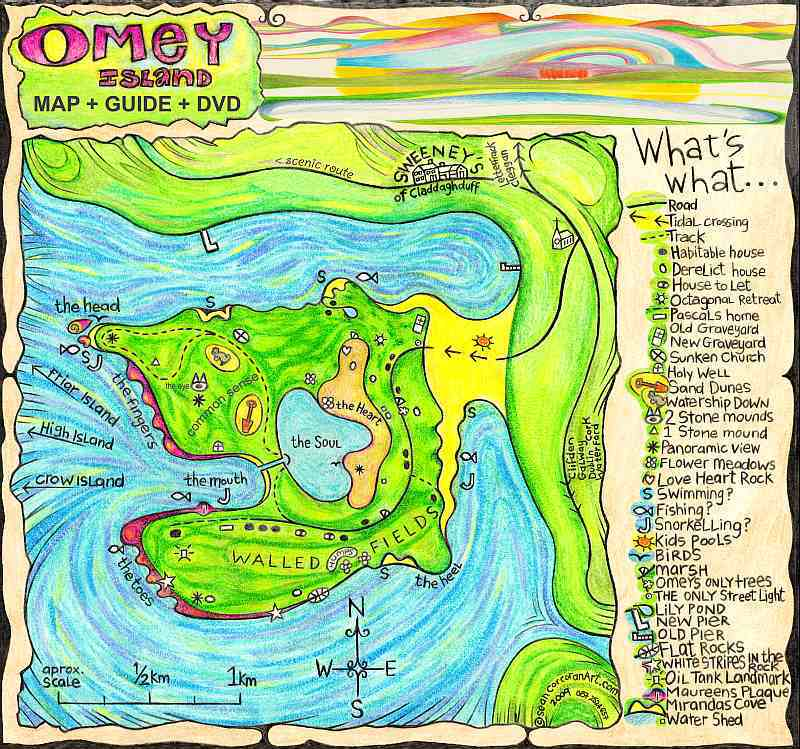
オーメイ島のカラフルで風変わりな地図（アイルランド人アーティスト、ショーン・コーコラン作、2009年）。

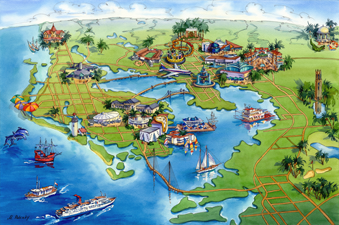
タンパ湾鳥瞰図（マリア・ラビンキー作、2008年）。

多くの地図製作者たちは、地元の商人、実業家、市民団体などの支持を得るために、都市から都市へと旅をした。
例えば、エドウィン・ホワイトフィールドは、19世紀アメリカで最も多作な絵地図アーティストの一人で、ペンを走らせるまでに200人ほどの購読者を必要とした。いったんベンチャー事業の採算を確保すると、ホワイトフィールドは町中であらゆる建物を熱心にスケッチするのを見かけた。そして、架空の上空から見晴らしのいい場所を選び、すべてのスケッチを統合して、街の完全で詳細な図面を描いた。その後、ホワイトフィールドは再び街中を飛び回り、すべてのスポンサーから資金を集めるために奔走した、と当時の記録者たちは言う。同時代の絵地図イラストレーター、ジャン＝ルイ・ルオーは言う：「絵地図は、何が重要で人目を引くかを強調することで、何がどこにあるのかを把握しやすくしている」。

### 日本
近代以後に人気を博した最初の鳥瞰図絵師吉田初三郎、戦後の日本各地の風景を足で描いた郷土の鳥瞰図として残した井沢元晴、「大阪万博メモリーズ」「千里ニュータウン絵図」などの鳥瞰図で昭和～平成の時代を記録した石原正、石原正を師として神戸を中心に活躍し「令和の姫路城下鳥瞰絵図2021」で志をつないだ青山大介などがいる。

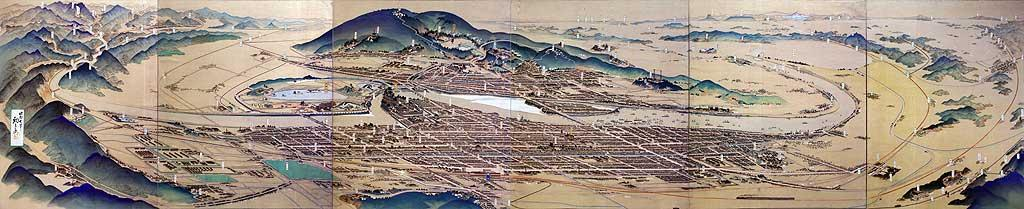
吉田初三郎作『岡山市街鳥瞰図』（1932年）

## 擬人化された地図

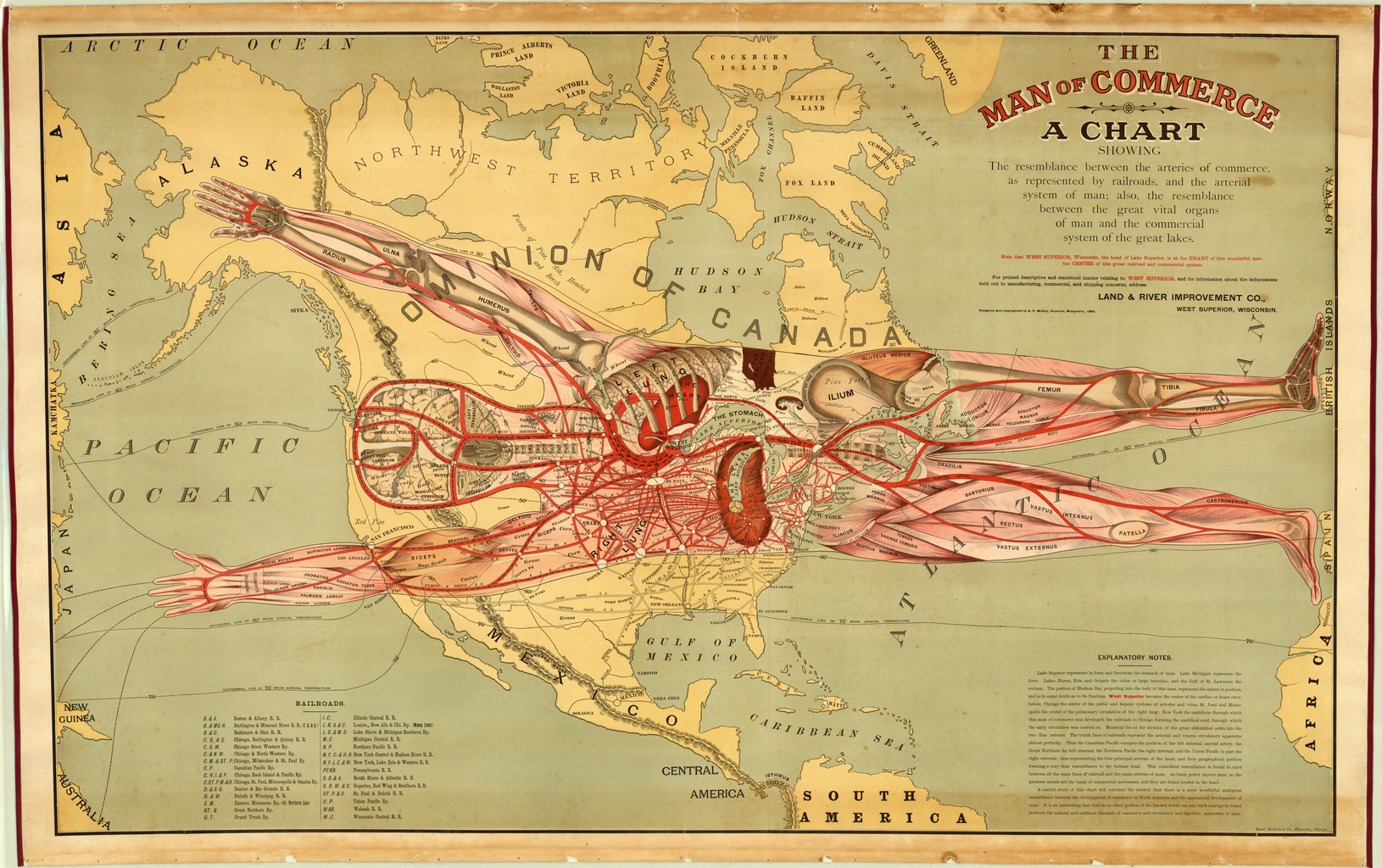
『商人』（ランド・マクナリー・アンド・カンパニー、1889年）。

絵地図の一種に、擬人化された画像を使った地図がある。擬人化された地図の歴史は、セバスチャン・ミュンスターが1570年に女王を使ってヨーロッパを描いたことにさかのぼる。 オーガスタス・F・マッケイによる地図『The Man of Commerce』は、1889年に作成された米国で知られる最古の擬人化された地図である。